# North Glengarry (Ontario)

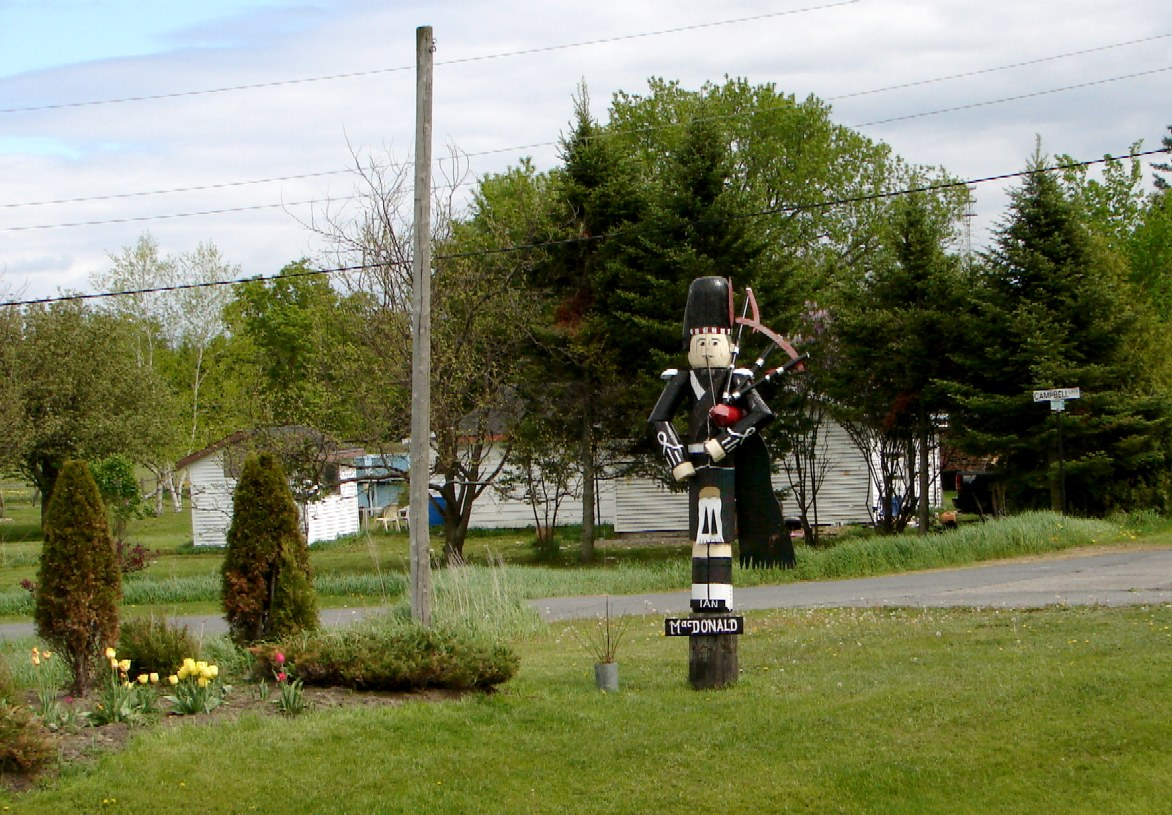
Maxville

North Glengarry – gmina (ang. township) w Kanadzie, w prowincji Ontario, w hrabstwie Stormont, Dundas i Glengarry.
Powierzchnia North Glengarry to 642,38 km².
Według danych spisu powszechnego z roku 2001 North Glengarry liczy 10 589 mieszkańców (16,48 os./km²).